# زمین‌لرزه ۲۰۱۱ اکلاهما
زمین‌لرزه اکلاهما در تاریخ ۶ نوامبر ۲۰۱۱ میلادی، برابر با ‎۱۵ آبان ۱۳۹۰، ساعت ۰۳:۵۳:۱۰٫۰ به زمان یوتی‌سی در اکلاهما رخ داد. ژرفای این زلزله ۵٫۰ کیلومتر و بزرگی آن ۵٫۶ در مقیاس mb بدست آمده‌است. بیشینهٔ شدت آن در مقیاس مرکالی، VII اعلام شده‌است.
پروژهٔ جهانی تنسور گشتاور مرکزوار پارامتر زمان مرکزوار زمین‌لرزه را با اختلاف ۳٫۴ ثانیه نسبت به زمان رخداد اشاره شده در بالا و مختصات مرکزوار را در ۳۵°۳۸′شمالی ۹۶°۴۴′غربی / ۳۵٫۶۴°شمالی ۹۶٫۷۳°غربی محاسبه کرد و همچنین، ژرفا در ۱۲٫۱ کیلومتر بدست آمده‌است. در این محاسبات زاویه‌های (راستا، شیب، ریک) گسل سازندهٔ زمین‌لرزه و صفحه عمود بر آن برابر با (°۳۲۶، °۷۴، ° ۵) یا (°۲۳۵، °۸۶، ° ۱۶۴) حاصل شده‌است.